# 東遊運動
東遊運動（ドンズーうんどう、又は「とうゆううんどう」、ベトナム語：Phong trào Đông Du / 風潮東遊）とは、19世紀末からフランス領インドシナで発生した、ベトナム民族独立運動である。

## 概説
1883年以来、フランスの保護国であったベトナムでは、日露戦争に刺激され、1904年頃、ファン・ボイ・チャウ（潘佩珠）らによって反仏運動の結社「維新の会」が組織された。1905年、チャウは大日本帝国に渡って武器援助を仰ごうとしたが、大日本帝国に亡命中だった、清の梁啓超を通じて知り合った犬養毅らから武装蜂起の考え方を批判され、代わって人材育成の重要性を説かれた。チャウはその忠告を聞き入れ、ベトナムの青年らに日本への留学を呼び掛けた。科挙に合格していた青年ら200人以上が日本に留学し、この運動は「東遊運動」と呼ばれるようになった。
東遊運動はフランス植民地支配からの脱却を目指し、チャウは独立運動の若い指導者を育てようと同志を募って民衆からも資金を集めた。優れた青年らはこうして日本へ送られた。また、チャウ自身も日本に渡って奔走し、その人生を民族独立運動に捧げた。
やがて日本にいる留学生らが反仏運動の結社を組織し活動しだすと、フランス側は留学生の親族を投獄し、送金を妨害するなどして弾圧を行った。1907年、日仏協約が締結されると、フランスは日本政府に対して留学生の引渡しを要求した。日本政府はその要求には応じなかったものの、1909年には留学生全員を国外に追放している。こうして東遊運動は終焉を迎えた。
その後、日本から追放されたチャウは上海に逃れ、辛亥革命後の1912年、広東で「光復会」を創設して武力によるベトナムの解放を目指した。